# Johannes Krocker (Musiker)
Johannes Krocker, auch Johannes Kroker und Johannes Crocker, (* um 1570 in Brieg; † Ende 1626 in Königsberg) war ein deutscher Kapellmeister und Komponist des Barock.

## Leben und Werk
Krocker war 1604 kurfürstlicher Hofmusiker in Königsberg. 1608 wurde er dort Vizekapellmeister und nach Johannes Eccards Tod im Jahre 1611 Kapellmeister. Die Kapelle umfasste außer den Diskantisten zu Krockers Zeit 7 bis 8 Musiker.
Von Krockers Werken sind nur einige Gelegenheitskompositionen überkommen.